# Arhopaloscelis bifasciatus
Arhopaloscelis bifasciatus là một loài bọ cánh cứng trong họ Cerambycidae.